# Robin Lod
Robin Lod, född 17 april 1993, är en finländsk fotbollsspelare som spelar för Minnesota United.

## Klubbkarriär

### Panathinaikos
I maj 2015 värvades Lod av grekiska Panathinaikos.

### Sporting Gijón
I juli 2018 värvades Lod av spanska Segunda División-klubben Sporting Gijón, där han skrev på ett tvåårskontrakt med option på ytterligare ett år.

### Minnesota United
I juli 2019 värvades Lod av amerikanska Minnesota United.